# 6068 Бранденбург
6068 Бранденбург (6068 Brandenburg) — астероїд головного поясу, відкритий 10 жовтня 1990 року.
Тіссеранів параметр щодо Юпітера — 3,217.